# César Lubamba Ngimbi
César Lubamba Ngimbi est un homme politique congolais, il est ministre de l'Urbanisme et de l'Habitat dans le gouvernement Muzito III.